# Musikjahr 1840
Liste der Musikjahre

◄◄ | ◄ | 1836 | 1837 | 1838 | 1839 | Musikjahr 1840 | 1841 | 1842 | 1843 | 1844 | ► | ►►

Weitere Ereignisse
Dieser Artikel behandelt das Musikjahr 1840.

## Ereignisse
- 12. September: Der Komponist Robert Schumann heiratet in Schönefeld bei Leipzig mit gerichtlicher Zustimmung Clara Wieck, deren Vater jeden Kontakt der beiden verbot und das Eingehen dieser Ehe ablehnte.

## Instrumental und Vokalmusik (Auswahl)
- Felix Mendelssohn Bartholdy: Die Uraufführung der Sinfoniekantate Lobgesang erfolgt am 25. Juni in der Leipziger Thomaskirche unter der Leitung des Komponisten. Eine zweite Fassung erklingt erstmals am 3. Dezember. 1. Klaviertrio (Uraufführung: 1. Februar)
- Hector Berlioz: Grande symphonie funèbre et triomphale, op. 15 (Werk für sinfonisches Blasorchester)
- Frédéric Chopin: Grande Valse As-Dur op. 42; Dumka (Lied für Singstimme) a-Moll WoP; Sostenuto (auch „Walzer“ genannt) Es-Dur WoP; Trois études pour La Méthode des Méthodes (Trois nouvelles études) Wop; Mazurka a-Moll (À Émile Gaillard) WoP;
- Robert Schumann: Liederkreis nach Heinrich Heine für eine Singstimme und Klavier op. 24; Myrthen op. 25; Drei Gedichte nach Emanuel Geibel für mehrstimmigen Gesang und Klavier op. 29; Drei Gedichte nach Emanuel Geibel für eine Singstimme und Klavier op. 30; Drei Gesänge nach Adelbert von Chamisso für eine Singstimme und Klavier op. 31; Zwölf Lieder nach Justinus Kerner, eine Liederreihe für eine Singstimme und Klavier op. 35; Dichterliebe op. 48; Belsatzar. Ballade nach Heinrich Heine für eine tiefe Singstimme und Klavier op. 57; Sechs Lieder für vierstimmigen Männergesang, op. 33
- Clara Schumann: Lied: Am Strande; Lied: Ihr Bildnis; Lied: Volkslied „Es fiel ein Reif in der Frühlingsnacht“
- Michail Iwanowitsch Glinka: Abschiedslied der Schüler des Jekatarinsky-Instituts (Chorwerk); Bolero (Klavierstück)
- Niels Wilhelm Gade: Efterklange af Ossian (Nachklänge von Ossian, Ouvertüre)
- Johann Strauss (Vater): Wiener Gemüths-Walzer op. 116

## Musiktheater

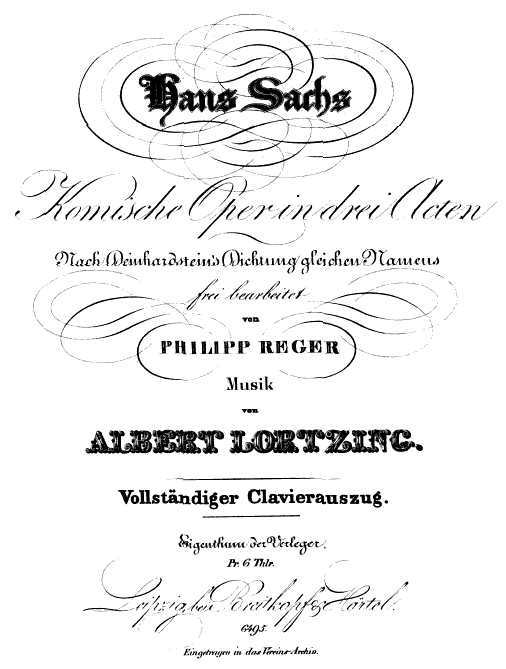
Albert Lortzing – Hans Sachs – Titelseite des Klavierauszugs, Leipzig 1841

- 06. Januar: Die Uraufführung der Oper Le Drapier von Fromental Halévy findet in Paris statt.
- 11. Februar: An der Opéra-Comique in Paris wird die Oper La fille du régiment (Die Regimentstochter) von Gaetano Donizetti auf das Libretto von Jean-François Bayard und Jules-Henri Vernoy de Saint-Georges mit nachhaltigem Erfolg uraufgeführt.
- 11. Februar: Uraufführung der Oper Il templario von Otto Nicolai in Turin, (Teatro Regio) mit Luigia Abbadia
- 10. März: Die Uraufführung der Oper La vestale von Saverio Mercadante findet am Teatro San Carlo in Neapel statt.
- 20. März: Uraufführung der Oper Ildegonda von Temistocle Solera in Mailand, (Teatro alla Scala)
- 02. April: Uraufführung des Oratoriums Die Zerstörung Jerusalems von Ferdinand von Hiller in Leipzig (Gewandhaus)
- 10. April: Die Uraufführung der Oper Die Märtyrer von Gaetano Donizetti erfolgt in Paris.
- 28. April: Uraufführung des Balletts Die Hamadryaden von Adolphe Adam in Berlin.
- 23. Juni: In Leipzig erfolgt die Uraufführung der komischen Oper Hans Sachs von Albert Lortzing nach dem gleichnamigen Schauspiel von Johann Ludwig Deinhardstein.
- 08. August: Die romantische Oper Bátori Mária von Ferenc Erkel auf ein Libretto von Béni Egressy wird in Pest uraufgeführt.
- 12. August: Uraufführung der Oper Die beiden Figaro von Conradin Kreutzer in Braunschweig
- 05. September: Die Uraufführung der Oper Un giorno di regno von Giuseppe Verdi auf das Libretto von Felice Romani in der Mailänder Scala wird zum Fiasko. Das Stück wird vom Publikum gnadenlos ausgepfiffen und sofort vom Spielplan genommen. Bartolomeo Merelli, der Direktor der Mailänder Scala, löst umgehend den Vertrag mit dem Komponisten. Verdi, der bei der Uraufführung selbst anwesend ist, beschließt, nie wieder eine Oper zu schreiben.
- 29. November: Die Uraufführung der Oper Saffo von Giovanni Pacini findet mit großem Erfolg am Teatro San Carlo in Neapel statt. Die Titelrolle singt Francilla Pixis, Gaetano Fraschini singt den Faone.
- 02. Dezember: Die Uraufführung der Oper La favorite (Die Favoritin) von Gaetano Donizetti erfolgt an der Grand Opéra Paris unter der musikalischen Leitung von François-Antoine Habeneck. Das Libretto stammt von Alphonse Royer, Eugène Scribe und Gustave Vaëz auf der Basis der Erzählung Les amants malheureux ou le comte de Comminges von François-Thomas-Marie de Baculard d’Arnaud. Rosine Stoltz und Gilbert Duprez singen die Hauptrollen.
- 12. Dezember: Uraufführung der Oper La rose de Péronne von Adolphe Adam in Paris, (Opéra-Comique)
- 26. Dezember: Uraufführung der Oper Gildippe ed Odoardo von Otto Nicolai in Genua, Teatro Regio
- 26. Dezember: Uraufführung der Oper Don Desiderio von Józef Michał Poniatowski mit einem Libretto von Cassiano Zaccagnini im Teatro dei Ravvivati in Pisa.

## Weitere Werke
- Louis Spohr: Der Fall Babylons, (Oratorium in zwei Teilen), WoO 63
- Saverio Mercadante: La solitaria delle Asturie, ossia La Spagna ricuperata (Oper)
- Adolphe Adam: L’ecumeur des mers (Ballett)
- François Benoist: Le Diable amoureux, (Ballett)
- Giuseppe Lillo: L’osteria di Andujar; Cristina di Svezia (beides Bühnenwerke)

## Musikinstrumente
- Der englische Orgelbauer John Abbey arbeitet an den beiden Orgeln der Kathedrale in Versailles.[1]

## Geboren

### Geburtsdatum gesichert
- 05. Januar: Anna Hollaender, deutsche Konzertsängerin (Sopran) und Gesangslehrerin († 1917)
- 22. Januar: Adolphe Deslandres, französischer Komponist und Organist († 1911)
- 31. Januar: Josef Ferch, rumäniendeutscher Komponist, Kirchenmusiker und Musikpädagoge († 1902)
- 02. Februar: Louis-Albert Bourgault-Ducoudray, französischer Komponist († 1910)
- 22. Februar: Samuel de Lange, niederländisch-deutscher Organist, Lehrer und Komponist († 1911)
- 26. Februar: Rosa Bordas, französische Sängerin († 1901)
- 06. März: Gustave Ruiz, französischer Komponist († unbekannt)
- 05. April: Théodore Ritter, französischer Pianist und Komponist († 1886)
- 12. April: Edmond Audran, französischer Organist und Komponist († 1901)
- 13. April: Wassili Wassiljewitsch Kühner, russischer Komponist († 1911)
- 13. oder 14. April: Edmund Theodor Ratzenberger, deutscher Pianist, Komponist, Dirigent und Musiklehrer († 1879)
- 07. Mai: Johann Jelaćić, deutscher Orgelbauer († 1899)
- 07. Mai: Pjotr Tschaikowski, russischer Komponist († 1893)

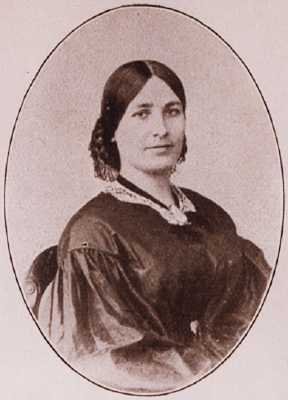
Emilie Wedekind-Kammerer; * 8. Mai

- 08. Mai: Edwin Eugéne Abbey, französischer Orgelbauer († 1895)
- 08. Mai: Emilie Wedekind-Kammerer, deutsche Schauspielerin und Sängerin († 1916)
- 14. Mai: Dominique Ducharme, kanadischer Pianist, Organist und Musikpädagoge († 1899)
- 06. Juni: John Stainer, englischer Organist und Komponist († 1901)
- 01. August: Franz Simandl, Kontrabassist, Musiklehrer und Autor († 1912)
- 07. August: John Abram, britischer Organist und Komponist († 1918)
- 28. August: Ira David Sankey, US-amerikanischer Sänger und Komponist geistlicher Lieder († 1908)
- 14. September: George Elbridge Whiting, US-amerikanischer Komponist und Organist († 1923)

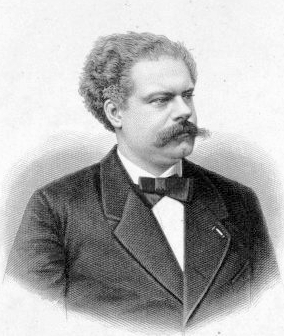
Emil Scaria; * 18. September

- 18. September: Emil Scaria, österreichischer Opernsänger († 1886)
- 30. September: Johan Svendsen, norwegischer Komponist († 1911)
- 04. Oktober: Charles Lenepveu, französischer Komponist und Musikpädagoge († 1910)
- 11. Oktober: Roberto Stagno, italienischer Operntenor († 1897)
- 16. Oktober: Johann Faistenberger, österreichischer Musiker († 1898)
- 28. Oktober: Georgine Schubert, deutsche Schauspielerin und Sängerin († 1878)
- 00. Oktober: Moïse Saucier, kanadischer Pianist, Organist und Musikpädagoge († 1912)
- 07. Dezember: Hermann Goetz, deutscher Komponist († 1876)
- 15. Dezember: Jules Danbé, französischer Dirigent und Geiger († 1905)
- 17. Dezember: Christian Horneman, dänischer Komponist († 1906)
- 19. Dezember: Giulio Ricordi, italienischer Musikverleger und Komponist († 1912)
- 27. Dezember: Jakob Geis, bayerischer Volkssänger († 1908)

### Genaues Geburtsdatum unbekannt
- Lino A. Boza, kubanischer Komponist, Kapellmeister und Klarinettist († nach 1882)
- Karl Fischer, österreichischer Opernsänger (Bariton, Bass) († 1883)
- Georges Jacobi, deutscher Komponist und Dirigent († 1906)
- Eugen Spitzweg, deutscher Verleger († 1914)

### Geboren vor 1840
- Josef Acherer, Zitherspieler und Komponist († nach 1875)
- Rudolphus Adam, US-amerikanischer Musiker und Musikpädagoge österreichischer Herkunft († nach 1851)

### Geboren um 1840
- Josephine Weinlich, österreichische Pianistin, Violinistin, Komponistin und Dirigentin († 1887)

## Gestorben

### Todesdatum gesichert
- 06. Januar: Johann Baptist Schiedermayr, deutscher Komponist und Kirchenmusiker (* 1779)
- 28. März: Vincent Delacour, französischer Komponist (* 1808)
- 19. April: Franz Kuenlin, Schweizer Politiker, Autor, Volksliedsammler und -forscher (* 1781)

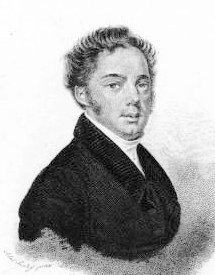
Franz Pecháče; † 15. September

- 27. April: Henriette Schleiermacher, deutsche Sängerin (Sopran) (* 1788)
- 10. Mai: Catterino Cavos, russischer Komponist italienischer Herkunft (* 1775)
- 27. Mai: Niccolò Paganini, italienischer Violinist und Komponist (* 1782)
- 22. Juli: Józef Javurek, tschechischer Pianist, Dirigent und Komponist (* 1756)
- 10. September: Gertrude van den Bergh, deutsch-niederländische Pianistin, Chorleiterin und Komponistin (* 1794)
- 11. September: Carl Günther, deutscher Schauspieler und Sänger (* 1786)
- 13. September: Vinzenz Hauschka, böhmischer Komponist (* 1766)
- 15. September: Franz Pecháček, österreichisch-deutscher Komponist (* 1793)
- 25. November: Johann Friedrich Agthe, Stadtmusiker in Weimar (* 1788)

### Gestorben nach 1840
- Christina Sophia Berwald, deutsche Sängerin (* 1746)